# Протоптер
Прото́пте́р (Protopterus) — рід лусковикоподібних риб надряду дводишних. Існують чотири види протоптерів, що відрізняються розмірами тіла, ареалом і деякими анатомічними особливостями. При цьому спосіб життя всіх видів практично однаковий. Живуть протоптери в прісних водоймах тропічної Африки, переважно зі стоячою водою.
Форма тіла протоптерів витягнута, майже кругла в перерізі. Луска дрібна, парні плавники джгутоподібні. Зуби у вигляді роздвоєних пластин, верхній і нижній. Личинки мають зовнішні зяброві придатки, які зникають у дорослих риб після досягнення ними приблизно 15-сантиметрової довжини.
Характерна риса протоптерів — їх здатність впадати в сплячку при пересиханні водойми, зариваючись в ґрунт. Зазвичай сплячка протоптерів відбувається щорічно, при пересиханні водойм в сухий сезон. При цьому риби проводять в сплячці кілька місяців до настання сезону дощів, хоча в разі тривалих посух можуть прожити без води довгий час — до 4 років.
Статевий диморфізм виражений дуже слабко. Самець протоптера практично не відрізняється від самки ні по забарвленню, ні за розмірами.

## Систематика
Рід включає 4 сучасних види:
- Protopterus aethiopicus
- Protopterus annectens
- Protopterus amphibius
- Protopterus dolloi